# Búp sen xanh
Búp sen xanh là tiểu thuyết đầu tiên viết về Chủ tịch Hồ Chí Minh và cũng là tiểu thuyết lịch sử nổi tiếng nhất của nhà văn Sơn Tùng. Xây dựng nên hình tượng Hồ Chí Minh từ khi cất tiếng khóc chào đời tại Làng Hoàng Trù
quê ngoại tới khi rời Bến Nhà Rồng ra đi tìm đường cứu nước, tác phẩm được tác giả dày công sưu tầm tư liệu có liên quan và chấp bút trong thời gian dài, bắt đầu từ năm 1948 và hoàn thành năm 1980.

## Nội dung chính
Búp sen xanh viết về thời thơ ấu và niên thiếu của Hồ Chí Minh trong độ dài khoảng 300 trang khổ sách  thông thường, được nhà văn chia làm 3 chương: "Thời thơ ấu", "Thời niên thiếu" và "Tuổi hai mươi". Những biến thiên của lịch sử, của gia đình nội ngoại hai bên và quá trình định hình nhân cách, ra đi tìm đường giải phóng dân tộc của vĩ nhân Nguyễn Sinh Cung – Nguyễn Tất Thành trong khoảng 20 năm, cuộc chia tay trên Bến Nhà Rồng ngày 5 tháng 6 năm 1911 giữa Út Huệ và Nguyễn Tất Thành, được tác giả kể lại bằng những trang văn xúc động.
Trong Búp sen xanh, tác giả cũng đưa người đọc về với làng quê xứ Nghệ những năm đầu thế kỷ 20, nơi ấy là làng Sen quê nội, làng Hoàng Trù quê ngoại của Hồ Chí Minh, với những câu dân ca, bài vè, câu ví dặm. Theo bước chân của Hồ Chí Minh khi còn thơ ấu với tên gọi Nguyễn Sinh Cung, đến khi trở thành một người thanh niên với tên Nguyễn Tất Thành, người đọc lại biết đến kinh thành Huế cổ kính, dòng sông Hương lững lờ, với đình Dương Nổ, trường Pháp-Việt Đông Ba, trường Quốc Học hay Bến Nhà Rồng, với tất cả những phong tục tập quán, lời ăn tiếng nói mỗi một vùng được thể hiện một cách tự nhiên, chân thật.

## Quá trình chuẩn bị
Sơn Tùng đã bỏ nhiều thời gian và công sức sưu tầm tài liệu liên quan đến cuộc đời, gia thế cũng như quá trình hoạt động khi còn trẻ của Hồ Chí Minh để viết nên cuốn sách này. Trong quá trình đó, Sơn Tùng đã gặp được bà Lê Thị Huệ để rồi từ những câu chuyện với bà Huệ ở tuổi 80 ông đã tái dựng lại một trong những quãng đời gian khó, nhưng đẹp đẽ và thơ mộng nhất của Chủ tịch Hồ Chí Minh. Phát hiện của Sơn Tùng đã mở ra một bước ngoặt, một cách tiếp cận hoàn toàn mới tới cuộc đời và sự nghiệp của Hồ Chí Minh.

## Xuất bản
Năm 1981, 100.000 bản Búp sen xanh đã được bán và gây tiếng vang lớn. Tuy nhiên trước lần tái bản lần hai cuốn sách đã bị phê bình rất nhiều do có nói về mối tình của Bác Hồ với cô gái tên Út Huệ, tên thật là Lê Thị Huệ.
Cuốn tiểu thuyết nhận được nhiều giải thưởng và chuẩn bị tái bản lần thứ 2 thì không hiểu từ đâu xuất hiện một lời phán cuốn sách "có vấn đề". Ngày 23 tháng 6 năm 1983, một tờ báo đã dành cả nửa trang phê phán Sơn Tùng dưới tiêu đề Vài ý kiến về Búp sen xanh. Đáng chú ý nhất là các đoạn: "...không thể nào có một nhân vật Út Huệ yêu Bác, chờ đợi Bác, theo dõi con đường Bác đi cứu nước suốt hàng chục năm mà trong tư tưởng, hành động lại không có biểu hiện gì trước phong trào chung của cách mạng cả nước đang phát triển..." Và cuối cùng bài báo kết luận: "Điều nguy hiểm hơn là tác giả Búp sen xanh đã gắn sự kiện mối tình của Út Huệ và Bác với sự kiện cắm hoa huệ trong nhà sàn của Bác ở Phủ Chủ tịch, và gắn sự kiện đó với câu nói của Bác năm 1962 khi tiếp đoàn cán bộ miền Nam ra thăm miền Bắc: 'miền Nam luôn trong trái tim tôi'."
Tuy nhiên, một kết luận chính thức từ phía các cơ quan chức năng "Búp sen xanh không có vấn đề gì" đã dẹp bỏ những lời đồn đại, phê phán, và thêm 100.000 bản của lần tái bản thứ 2 cuốn Búp sen xanh đã ra mắt bạn đọc. Kể từ đây, mối tình ngắn ngủi của cô Út Huệ với người thanh niên yêu nước Nguyễn Tất Thành cũng đã được đưa lên màn bạc và ngày nay người ta tiếp nhận nó như một lẽ đương nhiên.
Cũng trong năm 1983, Thủ tướng Phạm Văn Đồng viết trong Lời tựa cho lần xuất bản thứ hai tiểu thuyết Búp sen xanh: "...Cuốn sách Búp sen xanh nêu lên một vấn đề: ở đây tiểu thuyết và lịch sử có thể gặp nhau không? Về vấn đề này các đồng chí hoạt động trong lĩnh vực văn học nghệ thuật nói chung và tất cả chúng ta, cần suy nghĩ để có thái độ. Song, ở đây cũng vậy, lời nói có trọng lượng lớn thuộc về người đọc, nghĩa là nhân dân..." Tuy nhiên, bản đầy đủ của lời tựa này mãi tới năm 2005 mới được in chính thức trong một bản Búp sen xanh của Nhà xuất bản Kim Đồng.
Kể từ ngày ra mắt vào năm 1982 đến nay, tiểu thuyết Búp sen xanh liên tục được tái bản tới 25 lần, và nếu tính những lần in nối bản thì khoảng 30 lần, với gần một triệu bản in chính thức đã ra mắt độc giả. Đây là điều hiếm thấy nếu không muốn nói là duy nhất trong đời sống văn học Việt Nam.

## Dịch phẩm
Búp sen xanh đã được chuyển ngữ thành dịch phẩm tiếng Anh và được in dưới dạng song ngữ.

## Ảnh hưởng và tiếp nhận
Búp sen xanh là một cuốn sách ban đầu dụng ý viết cho thiếu nhi, được trao giải đặc biệt trong cuộc vận động sáng tác về đề tài thiếu nhi, được đưa vào tủ sách vàng của Nhà xuất bản Kim Đồng, được tái bản một năm vài ba lần. Tuy nhiên không chỉ thiếu nhi mà cả người lớn thuộc đủ mọi tầng lớp khác nhau từ người dân bình thường đến những trí thức, những nhà khoa học, những nhà cách mạng có tên tuổi, đều đón nhận cuốn sách. Ở hầu khắp các hiệu sách tại Việt Nam, những trung tâm du lịch văn hóa, những khu di tích Bác Hồ bao giờ cũng có sách Búp sen xanh bày bán như một món quà thiêng liêng lưu niệm.
Sách cũng trở thành nguồn cảm hứng sáng tạo cho nhiều nghệ sĩ và nhà nghiên cứu. Trong điện ảnh, sách được chính tác giả chuyển thể thành kịch bản Cuộc chia ly trên Bến Nhà Rồng, về sau được sản xuất thành phim truyện với tựa đề Hẹn gặp lại Sài Gòn do nghệ sĩ Long Vân làm đạo diễn.
Nhà nghiên cứu Mịch Quang đưa Búp sen xanh lên sân khấu tuồng với tên gọi Cậu bé làng Sen. Còn Nhạc sĩ Thuận Yến thì có lần nói rằng chính Búp sen xanh đã là nguồn tư liệu và khởi nguồn của cảm hứng để ông viết nên ca khúc nổi tiếng Miền trung nhớ Bác.
Họa sĩ Lê Lam đã chuyển thể tác phẩm thành truyện tranh mang tên Từ làng Sen. Cuốn truyện tranh sau đó được Nhà xuất bản Kim Đồng ấn hành với 6 ngôn ngữ: Anh, Pháp, Tây Ban Nha, Nga, Trung Quốc, Lào.
Búp sen xanh cũng được chuyển thể thành văn vần. Hiện nay đã có 7 tác giả chuyển thành truyện thơ với nhiều tên gọi khác nhau. Trong số đó có 4 cuốn đã xuất bản là: Diễn ca Búp sen xanh của tác giả Lê Xuân Hãng; Nhụy vàng hương sen của tác giả Hoàng Trang; Ngó sen của tác giả Đức Thục và Hương sen của tác giả Hồ Nam.

## Lời đề từ
Trong mọi bản in của Búp sen xanh, đều có một lời đề từ trang trọng của tác giả: "Các bậc thiên tài không có sẵn, chính truyền thống gia đình, quê hương là khởi thủy tạo nên những tính cách đầu tiên của mỗi con người đi vào đời".